# The Des Moines Register
The Des Moines Register es el periódico matutino de Des Moines, Iowa, Estados Unidos.

## Historia

### Periodo temprano
El primer periódico de Des Moines fue el Iowa Star. En julio de 1849, Barlow Granger comenzó el periódico en una cabaña de troncos abandonada junto al cruce de Des Moines y el río Raccoon.
En 1854, el Iowa Star se convirtió en el Iowa Statesman, que también era un periódico demócrata. En 1857, el Iowa Statesman se convirtió en el Iowa State Journal, que publicaba tres veces por semana.
En 1870, el Iowa Statesman se convirtió en el Iowa State Leader como periódico demócrata, que compitió con el pro-republicano Iowa Daily State Register durante los siguientes 32 años.
En 1902, George Roberts compró el Register y el Leader y los fusionó en un periódico matutino. En 1903, el banquero de Des Moines, Gardner Cowles Sr., compró el Register y el Leader. El nombre finalmente se convirtió en The Des Moines Register en 1915. Cowles también adquirió el Des Moines Tribune en 1908. El Tribune, que se fusionó con el rival Des Moines News en 1924 y Des Moines Capital en 1927, sirvió como el periódico vespertino para el área de Des Moines hasta que terminó su publicación el 25 de septiembre de 1982.
Bajo la propiedad de la familia Cowles, el Register se convirtió en el periódico más grande e influyente de Iowa, y finalmente adoptó el eslogan The newspaper Iowa depends upon («El periódico del que depende Iowa»). Los periódicos se distribuyeron a los cuatro rincones del estado en tren y luego en camión a medida que mejoraba el sistema de carreteras de Iowa.

### Desarrollo a nivel nacional
En 1906, se publicó la primera caricatura editorial de primera plana del periódico, ilustrada por Jay Norwood Darling; la tradición de las caricaturas editoriales de primera plana continuó hasta el 4 de diciembre de 2008, cuando el dibujante veterano de 25 años Brian Duffy fue despedido en una ronda de recortes de personal.
El Register empleó a reporteros en ciudades y pueblos de Iowa, y cubrió noticias nacionales e internacionales desde una perspectiva de Iowa, e incluso estableció su propia oficina de noticias en Washington D. C. en 1933. Durante la década de 1960, la circulación del Register alcanzó un máximo de casi 250 000 para la edición diaria y 500 000 para la edición dominical, más que la población de Des Moines en ese momento. En 1935, Register & Tribune Company fundó la estación de radio KRNT-AM, que lleva el nombre del apodo de los periódicos, «R 'n T». En 1955, la compañía, rebautizada como Cowles Communications algunos años antes, fundó la tercera estación de televisión de Des Moines, KRNT-TV, que pasó a llamarse KCCI después de que la estación de radio se vendiera en 1974. Cowles finalmente adquirió otros periódicos, estaciones de radio y estaciones de televisión, pero casi todos se vendieron a otras empresas en 1985.
En 1943, el Register se convirtió en el primer periódico en patrocinar un sondeo de opinión en todo el estado cuando presentó la encuesta de Iowa, siguiendo el modelo de la encuesta nacional Gallup de iowano George Gallup. La cobertura deportiva se incrementó con el editor de deportes Garner «Sec» Taylor, por quien se nombró Sec Taylor Field en Principal Park, en la década de 1920. Durante muchos años, el Register imprimió sus secciones deportivas en papel de color durazno, pero esa tradición terminó para el diario en 1981 y para el «Big Peach» del Sunday Register en 1999. Otra tradición del Register, el patrocinio de RAGBRAI, comenzó en 1973 cuando el escritor John Karras desafió al columnista Donald Kaul a hacer un paseo en bicicleta de frontera a frontera a través de Iowa. La página editorial de tendencia liberal ha vuelto a traer a Donald Kaul para las columnas de opinión del domingo. Otras columnas locales se han desvanecido y han dado paso al material distribuido por Gannett.

### Bajo la propiedad de Gannett
En 1985, ante la disminución de la circulación y los ingresos, la familia Cowles vendió sus diversas propiedades a diferentes propietarios, y el Register pasó a manos de Gannett. En el momento de la venta, solo The New York Times había ganado más premios Pulitzer por reportajes nacionales.
En 1990, el Register comenzó a reducir su cobertura de noticias fuera del área de Des Moines al cerrar la mayoría de sus oficinas de noticias de Iowa y poner fin a la distribución por transportistas a los condados periféricos, aunque todavía se distribuía una «Edición de Iowa» del Register en la mayor parte del estado. Muchas de las noticias y editoriales del Register se centran en Des Moines y sus suburbios.
El Register abrió una nueva instalación de impresión y distribución en el lado sur de Des Moines en 2000. Las oficinas de noticias y publicidad permanecieron en el centro de Des Moines. Después de 95 años en el Des Moines Register Building en 715 Locust Street, el Register anunció en 2012 que se mudarían a una nueva ubicación en 2013, instalándose en Capital Square tres cuadras al este. El 15 de junio de 2013, el Register se trasladó a su nueva ubicación de 715 Locust Street a 400 Locust Street. En 2014, el antiguo edificio se vendió por $ 1,6 millones y se reconstruirá en una combinación de apartamentos y locales comerciales.
En 2019, el Register cambió de dos ediciones impresas, una edición estatal y una edición Metro, a una edición en todo el estado.
El Register fue objeto de escrutinio en septiembre de 2019 después de descubrir un par de tuits controvertidos hechos por Carson King, un hombre de Iowa de 24 años cuyo cartel de cerveza en College GameDay de ESPN resultó en más de $ 3 millones en contribuciones a un hospital infantil. King tenía 16 años en el momento de las publicaciones. Según Carol Hunter, editora ejecutiva del periódico, el Register eligió incluir la información hacia el final de una historia sobre King. «Las personas razonables pueden ver el mismo conjunto de hechos y no estar de acuerdo sobre qué amerita la publicación. Pero tenga la seguridad de que tales decisiones no se toman a la ligera y tienen sus raíces en lo que percibimos como el bien público», explicó después de recibir quejas de los lectores. Más tarde, algunos lectores encontraron comentarios en las redes sociales hechos previamente por el reportero Aaron Calvin, que contenían insultos raciales y condena a las fuerzas del orden. El Register defendió su decisión y anunció que iniciaría una investigación sobre las «publicaciones inapropiadas en las redes sociales» realizadas por un miembro del personal, aunque no nombró a nadie involucrado. El 27 de septiembre, el Register anunció que Calvin ya no era empleado del periódico. Más tarde, Calvin escribió un artículo de opinión en la Columbia Journalism Review culpando a Gannett y al Register de lo que consideró un despido «injusto».
Para 2020, su circulación los domingos era de 56 877.

## Filosofía editorial
En las tres décadas antes de que la familia Cowles adquiriera el Register en 1903, el Register era una «voz del conservadurismo pragmático». Sin embargo, Gardner Cowles Sr., quien se desempeñó como republicano en la Asamblea General de Iowa, fue delegado de la Convención Nacional Republicana de 1916, y sirvió en la administración del presidente Herbert Hoover, fue un defensor del republicanismo progresista. Los nuevos propietarios presentaron una variedad de puntos de vista, incluidas las caricaturas de Darling que con frecuencia se burlaban de los políticos progresistas.
Durante la propiedad de la familia Cowles, la filosofía de la página editorial del Register era generalmente más liberal en su perspectiva que las páginas editoriales de otros periódicos de Iowa, pero hubo notables excepciones. Los editores apoyaron firmemente la campaña presidencial de 1940 del republicano Wendell Willkie contra el demócrata Franklin D. Roosevelt. El periódico también apoyó las campañas del republicano Dwight D. Eisenhower para la nominación republicana en las elecciones generales en 1952, y nuevamente en 1956. Aunque el Register apoyó a los candidatos presidenciales demócratas Lyndon B. Johnson en 1964, Hubert Humphrey en 1968, y Jimmy Carter en 1976, respaldó al republicano Richard Nixon en 1960 y 1972.
El periódico criticó severamente la estrategia de escuchas telefónicas sin orden judicial de George W. Bush y afirmó que, al hacerlo, «el presidente Bush ha declarado la guerra al pueblo estadounidense».
En diciembre de 2007, dos semanas antes de las asambleas de Iowa de 2008, el Register respaldó a Hillary Clinton (en las asambleas demócratas) y John McCain (en las asambleas republicanas). En octubre de 2008, respaldó la candidatura presidencial de Barack Obama en las elecciones generales.
En 2011, 24 días antes de las asambleas de Iowa de 2012, el periódico respaldó al exgobernador de Massachusetts Mitt Romney en las asambleas de Iowa republicanas de 2012. El Register respaldó a Romney sobre Obama diez días antes de las elecciones generales del 27 de octubre de 2012, la primera vez que apoyó a un republicano para presidente desde 1972.
El 24 de julio de 2015, el periódico anunció que se le habían negado credenciales de prensa para cubrir un pícnic familiar de la campaña presidencial de Donald Trump en Oskaloosa, Iowa, debido a un editorial de la semana anterior que había pedido a Trump que abandonara la carrera.
El 23 de enero de 2016, respaldó al senador republicano Marco Rubio para la nominación republicana y a Hillary Clinton para ser la candidata demócrata.
El 13 de octubre de 2018, el Register respaldó a todos los candidatos demócratas que se presentaron a la Cámara de Representantes en las elecciones de 2018 y declaró que los republicanos «no han gobernado».
El 25 de enero de 2020, el periódico apoyó a la senadora demócrata Elizabeth Warren para la nominación presidencial de su partido.

## Register and Tribune Syndicate
En 1922, el hijo de Gardner Cowles, John, lanzó el Register and Tribune Syndicate. En su apogeo, el sindicato ofreció a otros periódicos entre 60 y 75 artículos, incluido el dibujante editorial Herblock y comentarios de David Horowitz, Stanley Karnow y otros. Las tiras cómicas incluían a Spider-Man y The Spirit de Will Eisner, este último que fue parte de un suplemento dominical de 16 páginas conocido coloquialmente como «The Spirit Section». Se trataba de un cómic en papel periódico de tamaño tabloide vendido como parte de los 20 periódicos dominicales con una circulación combinada de hasta cinco millones de copias. El cómic de mayor éxito fue The Family Circus, que finalmente se distribuyó a más de 1000 periódicos. En 1986, el Register and Tribune Syndicate se vendió a Hearst y King Features Syndicate por $ 4,3 millones.

## Columnistas y periodistas destacados
Rekha Basu es columnista actual del Register. El excolumnista Rob Borsellino fue el autor del libro So I'm Talkin' to This Guy... (ISBN 1-888223-66-9).
Steve Deace comenzó su carrera como reportero deportivo en el Register.
La reportera principal de la Casa Blanca de Bloomberg, Jennifer Jacobs, fue anteriormente reportera política en jefe en el Register.

## Premios
El Register ha ganado 16 premios Pulitzer.
El fotógrafo del Register Robert Modersohn fue uno de los cuatro finalistas del Premio Pulitzer por Fotografía de 1976 por una selección de fotografías que el jurado describió como inusuales.
El escritor del registro Clark Kauffman fue uno de los tres finalistas del Premio Pulitzer por Periodismo de Investigación 2005 por su exposición de la flagrante injusticia en el manejo de multas de tráfico por parte de funcionarios públicos en Iowa.
La escritora editorial Andie Dominick fue finalista del Premio Pulitzer por Redacción Editorial 2014 por su serie de editoriales sobre las leyes de licencias laborales de Iowa, y luego ganó el Premio Pulitzer 2018.

## Lectura adicional
- Friedricks, William B. Covering Iowa: The History of the Des Moines Register and Tribune Company, 1849-1985 (1991)